# Zafarabad
Zafarabad és una ciutat del districte de Jaunpur, a la divisió de Varanasi a l'estat d'Uttar Pradesh. Està situada a la riba dreta del Gumti a uns 7 km al sud-est de Jaunpur (ciutat) amb una població el 1901 de 3.618.
La ciutat segons la tradició era coneguda com a Manaich i tenia dos forts: Asni i Ratagarh. Manaich podria ser identificada amb la Manaj o Munj dels historiadors musulmans que fou assaltada per Mahmud de Ghazni el 1019. Durant els 170 anys següents fou part del regne de Kanauj, i el 1194 va caure en mans dels musulmans gúrides. Jai Chand hauria enviat el seu tresor a Asni per seguretat i fou en aquesta ciutat on els musulmans van rebre la submissió dels prínceps hindús. El 1321 Ghiyath-ad-Din Tughluq (1320-1325) va enviar el seu fill Zafar amb un exèrcit per reprimir una revolta dels rajputs i la tradició diu que en lloc de lluita es va muntar un debat sobre els mèrits de l'hinduisme i de l'islam i els caps rajputs van acabar convertint-se als islam. Zafar Khan va assolir el govern i va canviar el nom de la ciutat a Zafarabad. El 1359 Firuz Xah Tughluq (1351-1388) va passar per la ciutat i va decidir fundar una nova ciutat a la vora que fou Jaunpur; llavors Zafarabad va entrar en decadència però encara conserva testimonis de la seva importància: la mesquita de Saykh Baran construïda el 1311 o 1321 damunt un temples hindú o budista, la plana dels màrtirs, una gran zona coberta de tombes de musulmans que haurien mort en els assalts als forts de la ciutat, i les ruïnes dels forts d'Asni i Ratagarh; unes altres ruïnes correspondrien al gran temple de Bijai Chand.